# Czyhyri
Czyhyri (ukr. Чигирі) – przystanek kolejowy w pobliżu miejscowości Korosteń, w rejonie korosteńskim, w obwodzie żytomierskim, na Ukrainie. Położony jest na linii Kijów – Korosteń – Sarny – Kowel.